# Convent de les Carmelites (Falset)
El Convent de les Carmelites és una antiga obra barroca a l'exterior del nucli històric de Falset (el Priorat), a la carretera nova. Edifici reformat i ampliat a finals del segle XX per convertir-lo en una residència d'avis.
Edifici de planta rectangular. De l'edificació primitiva en resta el portal d'accés d'un barroc molt acadèmic. La construcció fou bastida amb paredat i maó en les obertures. Dos cossos laterals de planta quadrada avançats a la línia de façana emmarquen el portal d'accés. Les finestres són dobles amb arc de mig punt al pisos i d'arc rebaixat a la planta baixa, totes estan emmarcades. La façana és arrebossada i la separació entre pisos es remarca amb una franja decorativa de maons vistos.